# Iglesia ortodoxa rusa de Túnez
La Iglesia Ortodoxa Rusa de Túnez (en árabe: الكنيسة الأرثوذكسية الروسية بتونس) también llamada la «Iglesia de la Resurrección», es una iglesia ortodoxa rusa de la Ciudad de Túnez en el país africano del mismo nombre.
Situada en la avenida Mohammed V, fue construida por iniciativa de la comunidad rusa de Túnez. 
La colocación de la primera piedra ocurrió en octubre de 1953. Fue diseñada por el arquitecto ruso Michel Kozmine (1901-1999), siendo inaugurada el 10 de junio de 1956.